# 越境汚染

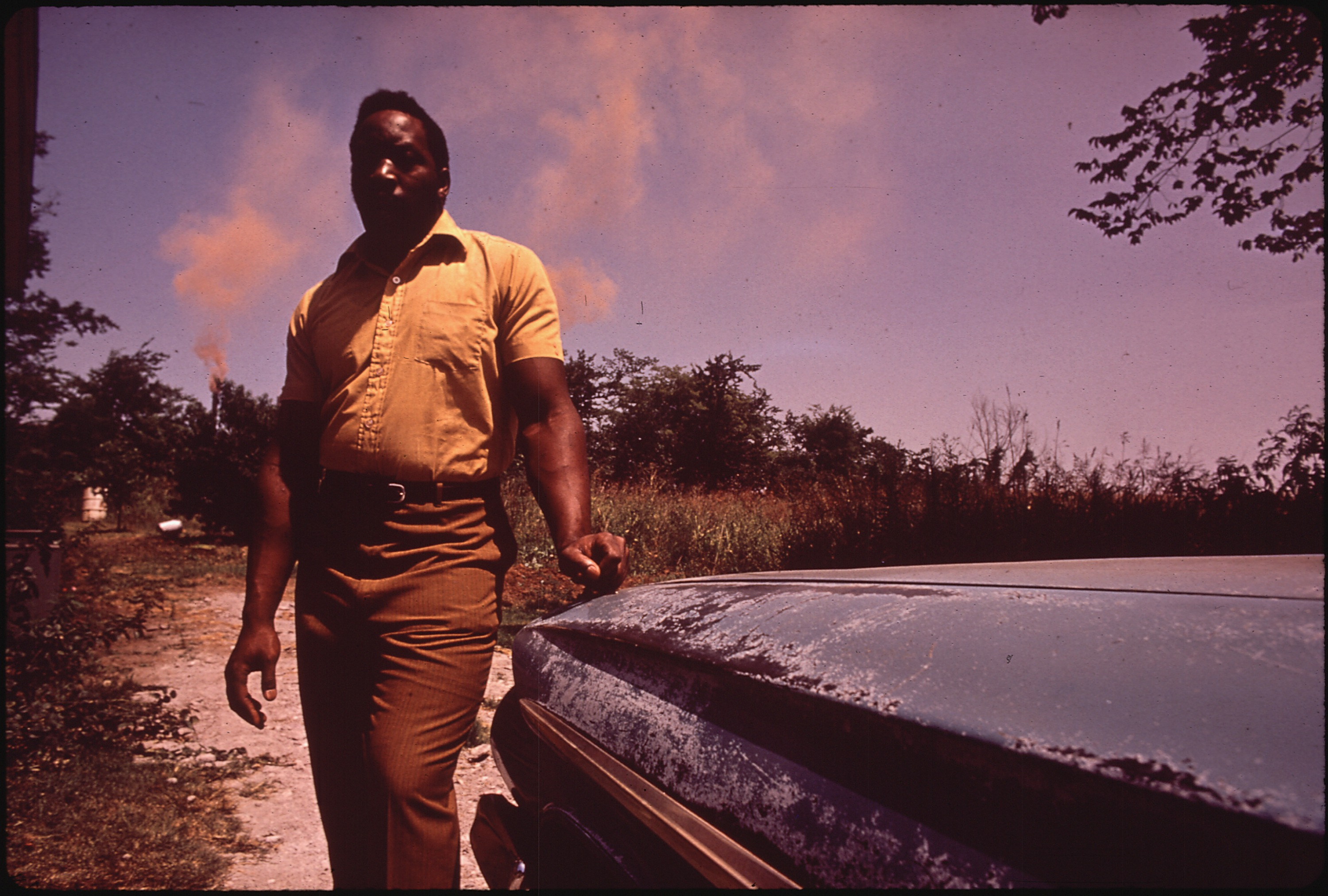
1970年代に撮影されたアメリカの鉄工所そばの風景。煙による酸性雨と、それにより錆びた車のボディが見える

越境汚染 (えっきょうおせん、en: Long-Range Transboundary Air Pollution)とは、汚染物質が大気や河川などを流れてゆき、発生源から離れた地域にわたり汚染することを指す。
公害事件に関しては特にもらい公害などともいう。
代表的なものとしては酸性雨がある。工業地帯からの排煙に含まれる硫黄酸化物や窒素酸化物によって地帯一帯だけでなく遠方にも酸性雨が降ると、広範におよんで多大な被害をもたらす。

## 日本

### 国内からの越境汚染
国内における越境汚染の事例としては、高度経済成長の時代に近隣の自治体にある工場で発生したスモッグ公害が越境汚染を起こした。
現代においても越境汚染は存在し、県をまたいだ越境汚染が大気汚染モニタリングにおける考慮点となっている。
近年では中国からの越境汚染は減少傾向にあり、国内を発生源とする汚染が相対的に比重を増している。

### 国外からの越境汚染
偏西風の関係上、日本は中国等東アジア諸国からの越境汚染を受けやすい位置にある。2007年に西日本を中心に広い地域で光化学スモッグ注意報が発令されたとき、その原因として韓国や中国の経済発展に伴って発生した多量の大気汚染物質が偏西風などに乗ってくることによる越境汚染が取り沙汰された。また福岡工業大のリサーチでは、中国の石炭火力発電による水銀の越境汚染が生じているという。
東アジア全域においては2001年から日本の発案で設立された東アジア酸性雨モニタリングネットワーク（EANET）が稼動している。

## 東南アジア
東南アジアではヘイズと呼ばれる国境を超えた越境汚染が大きな問題になっている。

## 欧米
世界に先駆けて工業が発達したヨーロッパでは、イギリスやドイツなどの工業地帯から排出された排煙によって、森林が酸性雨の影響を受けている。
アメリカとカナダの間では越境汚染により国際的な公害紛争であるトレイル溶鉱所事件が発生した。
それらを踏まえて「長距離越境大気汚染条約」(en: Convention on Long-Range Transboundary Air Pollution)が発効されている。